# Circulus (slak)
Circulus is een geslacht van weekdieren uit de klasse van de Gastropoda (slakken).

## Soorten
- Circulus biporcatus (A. Adams, 1863)
- Circulus choshiensis (Habe, 1961)
- Circulus cinguliferus (A. Adams, 1850)
- Circulus congoensis (Thiele, 1925)
- Circulus cosmius Bartsch, 1907
- Circulus delectabile (Tate, 1899)
- Circulus deprinsi Rolán & Swinnen, 2013
- Circulus duplicarina (Marwick, 1929) †
- Circulus edomitus (Marwick, 1931) †
- Circulus harriettae (Petterd, 1884)
- Circulus helicoides (Hutton, 1885) †
- Circulus inornatus P. Marshall, 1919 †
- Circulus liratus (A. E. Verrill, 1882)
- Circulus liricincta (Garrett, 1873)
- Circulus marchei (Jousseaume, 1872)
- Circulus microsculpturatus Oliver & Rolán, 2011
- Circulus modestus (Gould, 1859)
- Circulus mortoni Ponder, 1994
- Circulus orbignyi (P. Fischer, 1857)
- Circulus politus Suter, 1917 †
- Circulus pseudopraecedens Adam & Knudsen, 1969
- Circulus rossellinus Dall, 1919
- Circulus ryalli Oliver & Rolán, 2011
- Circulus semisculptus (Olsson & McGinty, 1958)
- Circulus senegalensis Adam & Knudsen, 1969
- Circulus smithi Bush, 1897
- Circulus soyoae (Habe, 1961)
- Circulus stephani Rolán & Ryall, 2002
- Circulus striatus (Philippi, 1836)
- Circulus supranitidus (Wood S., 1848)
- Circulus teramachii (Habe, 1958)
- Circulus texanus (D. R. Moore, 1965)
- Circulus tornatus (A. Adams, 1864)